# Сероцьк (Куявсько-Поморське воєводство)
Сероцьк (пол. Serock) — село в Польщі, у гміні Прущ Свецького повіту Куявсько-Поморського воєводства.
Населення — 1360 осіб (2011).
У 1975-1998 роках село належало до Бидгощського воєводства.

## Демографія
Демографічна структура станом на 31 березня 2011 року:
|          | Загалом | Допрацездатний вік | Працездатний вік | Постпрацездатний вік |
| -------- | ------- | ------------------ | ---------------- | -------------------- |
| Чоловіки | 665     | 148                | 454              | 63                   |
| Жінки    | 695     | 134                | 418              | 143                  |
| Разом    | 1360    | 282                | 872              | 206                  |